# Baltische Fußballmeisterschaft 1928/29
Die baltische Fußballmeisterschaft 1928/29 des Baltischen Sport-Verbandes gewann der VfB Königsberg im Entscheidungsspiel gegen den Stettiner FC Titania mit 9:1. Dies war der zehnte Gewinn der baltischen Fußballmeisterschaft für die Königsberger, die sich dadurch für die deutsche Fußballmeisterschaft 1928/29 qualifizierten. Dort schieden die Königsberger nach einer knappen 1:2-Niederlage gegen den Breslauer SC 08 bereits im Achtelfinale aus. Titania Stettin war als baltischer Vizemeister ebenfalls für die deutsche Fußballmeisterschaft qualifiziert, aber auch die Stettiner scheiterten knapp im Achtelfinale. Tennis Borussia Berlin setzte sich gegen die Stettiner erst in der Verlängerung mit 3:2 durch.

## Modus und Übersicht
Die Vereine im Baltische Rasen- und Wintersport-Verband waren in der Saison 1928/29 erneut in drei Gebiete eingeteilt, diese wurden nun aber Bezirke genannt und nicht wie in den Vorjahren Kreise. Stattdessen trugen nun die ehemaligen als Bezirke bezeichneten Untergebiete den Namen Kreise. Die Bezirksmeister und die Vizemeister aus Ostpreußen und Pommern qualifizierten sich für die Endrunde um die baltische Fußballmeisterschaft. Der Kreis Vorpommern-Rügen wechselte auf eigenen Wunsch aus dem Norddeutschen Fußball-Verband in den BSV und wurde dem Bezirk Pommern angegliedert.
| Bezirk     | Bezirksmeister   | Bezirksvizemeister   |
| ---------- | ---------------- | -------------------- |
| Ostpreußen | VfB Königsberg   | SpVgg Memel          |
| Danzig     | SV Neufahrwasser |                      |
| Pommern    | VfB Stettin      | Stettiner FC Titania |

## Bezirk I Ostpreußen
In Ostpreußen gab es erneut eine eingleisige oberste Liga.
| Pl. | Verein                        | Sp. | S | U | N  | Tore    | Quote | Punkte |
| --- | ----------------------------- | --- | - | - | -- | ------- | ----- | ------ |
| 1.  | VfB Königsberg (BM) (M)       | 10  | 7 | 2 | 1  | 049:160 | 3,06  | 16:40  |
| 2.  | SpVgg Memel                   | 10  | 7 | 2 | 1  | 027:130 | 2,08  | 16:40  |
| 3.  | SV Prussia-Samland Königsberg | 10  | 5 | 0 | 5  | 043:230 | 1,87  | 10:10  |
| 4.  | SV Insterburg                 | 10  | 4 | 1 | 5  | 022:310 | 0,71  | 09:11  |
| 5.  | SV Viktoria Allenstein        | 10  | 4 | 1 | 5  | 017:350 | 0,49  | 09:11  |
| 6.  | SC Preußen Insterburg (N)     | 10  | 0 | 0 | 10 | 013:530 | 0,25  | 0:20   |

| (BM) | baltischer Titelverteidiger        |
| (M)  | Titelverteidiger Bezirk Ostpreußen |
| (N)  | Aufsteiger                         |

Entscheidungsspiel Platz 1:
| Datum             |                | Ergebnis |             | Ort        |
| ----------------- | -------------- | -------- | ----------- | ---------- |
| 11. November 1928 | VfB Königsberg | 4:0      | SpVgg Memel | Königsberg |

Relegationsrunde:
| Pl. | Verein                                                  | Sp. | S | U | N | Tore    | Quote | Punkte |
| --- | ------------------------------------------------------- | --- | - | - | - | ------- | ----- | ------ |
| 1.  | SV Hindenburg Allenstein a (Sieger Staffelliga West)    | 3   | 2 | 0 | 1 | 015:600 | 2,50  | 04:20  |
| 2.  | SC Lituania Tilsit a (Sieger Staffelliga Ost)           | 3   | 2 | 0 | 1 | 010:100 | 1,00  | 04:20  |
| 3.  | SC Preußen Insterburg (Letztplatzierter Ostpreußenliga) | 3   | 1 | 0 | 2 | 008:900 | 0,89  | 02:40  |
| 4.  | Rastenburger SV (Sieger Staffelliga Süd)                | 3   | 1 | 0 | 2 | 003:110 | 0,27  | 02:40  |

## Bezirk II Danzig
Die in dieser Spielzeit ausgetragenen Partien im Bezirk Danzig sind von zahlreichen Verbandsbeschlüssen gekennzeichnet. Eine ursprünglich bereits im Frühjahr 1928 gestartete Spielrunde wurde nach zahlreichen witterungsbedingten Spielausfällen wieder annulliert und wegen einer geänderten Klasseneinteilung neu angesetzt. Die neu angesetzte Spielrunde wurde zuerst im April 1928 wieder abgesagt, dann aber doch noch begonnen und schlussendlich im Sommer 1928 erneut abgesagt. Ende Mai 1928 wurde erneut eine Klasseneinteilung vorgenommen, die Teilnehmeranzahl an der obersten Liga wurde stark verkleinert. Die Verbandsspiele begannen dann im August 1928. Nach Beendigung der Spielrunde gab es zahlreiche Proteste, weswegen es einige Wiederholungsspiele gab, die jedoch im Nachhinein auch wieder abgesagt wurden. Als Beispiel dient hier die Partie Danziger SC gegen SV Schutzpolizei Danzig. Das ursprüngliche Spiel endete 3:0 für den Danziger SC, jedoch setzte der Sportclub einen nicht spielberechtigten Spieler ein, so dass der Verband ein Wiederholungsspiel ansetzte. Am 8. Dezember 1928 revidierte der Verband seine Entscheidung und beließ alles beim Alten. Anfang April 1929 fand dann doch noch das Wiederholungsspiel zwischen den beiden Vereinen statt, welches der Danziger SC mit 2:1 gewonnen hatte. Daraufhin beließ der Verband doch das ursprüngliche Ergebnis und strich die Wertung des Wiederholungsspieles.
Zur kommenden Spielzeit wurde der Bezirk Danzig in Bezirk Grenzmark umbenannt, fortan war Danzig ein Kreis innerhalb des Bezirkes Grenzmark.
| Pl. | Verein                      | Sp. | S | U | N | Tore    | Quote | Punkte |
| --- | --------------------------- | --- | - | - | - | ------- | ----- | ------ |
| 1.  | SV Neufahrwasser            | 10  | 8 | 2 | 0 | 027:900 | 3,00  | 18:20  |
| 2.  | Danziger SC                 | 10  | 4 | 2 | 4 | 016:180 | 0,89  | 10:10  |
| 3.  | SV Schutzpolizei Danzig (M) | 10  | 4 | 1 | 5 | 014:230 | 0,61  | 09:11  |
| 4.  | RSV Hansa Danzig            | 10  | 3 | 2 | 5 | 017:260 | 0,65  | 08:12  |
| 5.  | BuEV Danzig                 | 10  | 2 | 3 | 5 | 021:160 | 1,31  | 07:13  |
| 6.  | TuFC Preußen Danzig b       | 10  | 1 | 4 | 5 | 012:150 | 0,80  | 06:14  |

| (M) | Titelverteidiger Bezirk Danzig |

## Bezirk III Pommern
Der Bezirk Pommern war in acht Bezirke unterteilt, deren Sieger für die Endrunde in Pommern qualifiziert waren. Auf Grund der Spielstärke in Stettin gegenüber den restlichen Bezirken durften auch der Zweit- und Drittplatzierte aus Stettin an der pommerschen Endrunde teilnehmen. In der Endrunde gab es zuerst zwei Ausscheidungsrunden, die Gewinner dieser spielten in einem Rundenturnier die pommersche Fußballmeisterschaft aus.

### Kreis I Stolp
Der Kreis Stolp wechselte nach der Spielzeit in den neu geschaffenen Bezirk Grenzmark.
| Pl. | Verein              | Sp. | S | U | N | Punkte |
| --- | ------------------- | --- | - | - | - | ------ |
| 1.  | SV Viktoria Stolp   | 8   | 6 | 2 | 0 | 14:20  |
| 2.  | SV Sturm Lauenburg  | 8   | 5 | 0 | 3 | 10:60  |
| 3.  | SV Germania Stolp   | 8   | 3 | 2 | 3 | 08:80  |
| 4.  | FC Pfeil Lauenburg  | 8   | 2 | 2 | 4 | 06:10  |
| 5.  | Bütower SV 1916 (N) | 8   | 1 | 0 | 7 | 02:14  |

| (N) | Aufsteiger |

### Kreis II Köslin
| Pl. | Verein              | Sp. | S | U | N | Tore    | Quote | Punkte |
| --- | ------------------- | --- | - | - | - | ------- | ----- | ------ |
| 1.  | SV Preußen Köslin   | 8   | 5 | 2 | 1 | 021:800 | 2,63  | 12:40  |
| 2.  | SV 1910 Kolberg     | 8   | 3 | 4 | 1 | 020:130 | 1,54  | 10:60  |
| 3.  | SV Viktoria Kolberg | 8   | 2 | 3 | 3 | 010:170 | 0,59  | 07:90  |
| 4.  | Kösliner SV Phönix  | 8   | 1 | 4 | 3 | 008:190 | 0,42  | 06:10  |
| 5.  | SV Schivelbein (N)  | 8   | 2 | 1 | 5 | 014:160 | 0,88  | 05:11  |

| (N) | Aufsteiger |

Relegationsspiele:
| Datum                      |                | Gesamt |                      | Hinspiel | Rückspiel |
| -------------------------- | -------------- | ------ | -------------------- | -------- | --------- |
| 27. Januar/3. Februar 1929 | SV Schivelbein | 4:6    | MSV Hubertus Kolberg | 2:4      | 2:2       |

### Kreis III Stettin
Zur kommenden Spielzeit wurde die Kreisliga Stettin auf zwei Abteilungen erweitert.
| Pl. | Verein                        | Sp. | S | U | N  | Tore    | Quote | Punkte |
| --- | ----------------------------- | --- | - | - | -- | ------- | ----- | ------ |
| 1.  | VfB Stettin                   | 12  | 9 | 3 | 0  | 046:150 | 3,07  | 21:30  |
| 2.  | Stettiner FC Titania          | 12  | 8 | 2 | 2  | 033:800 | 4,13  | 18:60  |
| 3.  | SC Preußen Stettin (M)        | 12  | 7 | 2 | 3  | 024:190 | 1,26  | 16:80  |
| 4.  | Stettiner SC                  | 12  | 6 | 0 | 6  | 031:240 | 1,29  | 12:12  |
| 5.  | SC Blücher Stettin            | 12  | 3 | 1 | 8  | 009:390 | 0,23  | 07:17  |
| 6.  | Stargarder SC 1910            | 12  | 2 | 2 | 8  | 015:310 | 0,48  | 06:18  |
| 7.  | SC Stettiner Rasenfreunde (N) | 12  | 2 | 0 | 10 | 014:360 | 0,39  | 04:20  |

| (M) | Titelverteidiger Bezirk Pommern |
| (N) | Aufsteiger                      |

Aufstiegsrunde:

Am 1. Januar 1929 wurde der Kreis V Pasewalk auf eigenen Wunsch dem Kreis III Stettin angeschlossen, daher durfte der Kreismeister Pasewalks, Pasewalker SC, an der Aufstiegsrunde zur Kreisliga Stettin teilnehmen.
| Pl. | Verein                | Sp. | S | U | N | Tore    | Quote | Punkte |
| --- | --------------------- | --- | - | - | - | ------- | ----- | ------ |
| 1.  | SC Comet Stettin      | 4   | 3 | 0 | 1 | 016:700 | 2,29  | 06:20  |
| 2.  | Stettiner Fußballring | 4   | 2 | 0 | 2 | 014:140 | 1,00  | 04:40  |
| 3.  | Pasewalker SC         | 4   | 1 | 0 | 3 | 009:180 | 0,50  | 02:60  |

### Kreis IV Schneidemühl
| Pl. | Verein                           | Sp. | S | U | N | Tore    | Quote | Punkte |
| --- | -------------------------------- | --- | - | - | - | ------- | ----- | ------ |
| 1.  | FC Viktoria Schneidemühl         | 10  | 9 | 0 | 1 | 057:600 | 9,50  | 18:20  |
| 2.  | SV Deutsch Krone                 | 10  | 7 | 1 | 2 | 018:130 | 1,38  | 15:50  |
| 3.  | SV Hertha Schneidemühl           | 9   | 5 | 0 | 4 | 019:180 | 1,06  | 10:80  |
| 4.  | SC Erika Schneidemühl            | 10  | 4 | 0 | 6 | 016:320 | 0,50  | 08:12  |
| 5.  | SC Germania Neustettin           | 9   | 2 | 1 | 6 | 012:220 | 0,55  | 05:13  |
| 6.  | PSV Schneidemühl (N)             | 8   | 0 | 0 | 8 | 012:430 | 0,28  | 0:16   |
| 7.  | SV Graf Schwerin Deutsch Krone c | 0   | 0 | 0 | 0 | 000:000 | 1,00  | 0:0    |

| (N) | Aufsteiger |

### Kreis V Pasewalk
Der Kreis Pasewalk hieß in der vorherigen Spielzeit Vorpommern-Uckermark. Er wurde ab 1. Januar 1929 auf eigenen Wunsch dem Kreis Stettin angeschlossen.
| Pl. | Verein                | Sp.           | S             | U             | N             | Punkte        |
| --- | --------------------- | ------------- | ------------- | ------------- | ------------- | ------------- |
| 1.  | Pasewalker SC         | 6             | 5             | 0             | 1             | 10:20         |
| 2.  | SC Ueckermünde        | 6             | 3             | 1             | 2             | 07:50         |
| 3.  | VfB Torgelow          | 6             | 2             | 1             | 3             | 05:70         |
| 4.  | SC Preussen Strasburg | 6             | 0             | 2             | 4             | 02:10         |
| 5.  | MSV Mars Pasewalk     | zurückgezogen | zurückgezogen | zurückgezogen | zurückgezogen | zurückgezogen |

### Kreis VI Gollnow
| Pl. | Verein                    | Sp. | S | U | N | Tore    | Quote | Punkte |
| --- | ------------------------- | --- | - | - | - | ------- | ----- | ------ |
| 1.  | Naugarder SC 1910         | 10  | 8 | 1 | 1 | 029:900 | 3,22  | 17:30  |
| 2.  | SC Blücher Gollnow        | 11  | 8 | 0 | 3 | 034:150 | 2,27  | 16:60  |
| 3.  | SV Mackensen Greifenberg  | 11  | 6 | 1 | 4 | 024:170 | 1,41  | 13:90  |
| 4.  | SC Preußen Gollnow        | 12  | 6 | 2 | 4 | 028:310 | 0,90  | 14:10  |
| 5.  | SC Blücher Gollnow II (N) | 10  | 4 | 2 | 4 | 012:180 | 0,67  | 10:10  |
| 6.  | SC Daber 1925 (N)         | 8   | 2 | 1 | 5 | 003:320 | 0,09  | 05:11  |
| 7.  | SC Regenwalde 1920 d      | 11  | 2 | 1 | 8 | 008:120 | 0,67  | 05:17  |
| 8.  | SC Treptow 1921 e         | 7   | 0 | 0 | 7 | 000:400 | 0,00  | 0:14   |

| (N) | Aufsteiger |

### Kreis VII Vorpommern-Rügen
Der Kreis Vorpommern-Rügen wechselte aus dem Norddeutschen Fußball-Verband in den BSV und wurde als Kreis VII dem Bezirk Pommern angegliedert. Zur kommenden Spielzeit wurden beide Staffeln zusammen gelegt.

#### Staffel Ost
Die Abschlusstabelle ist nicht überliefert.
| Pl. | Verein                         | Sp. | S | U | N | Punkte |
| --- | ------------------------------ | --- | - | - | - | ------ |
| 1.  | SC Preußen Greifswald          | 4   | 4 | 0 | 0 | 8:0    |
| 2.  | VfL Anklam                     | 5   | 2 | 0 | 3 | 4:6    |
| 3.  | Swinemünder SC                 | 3   | 1 | 1 | 1 | 3:3    |
| 4.  | Marine-SV Ostsee 99 Swinemünde | 3   | 1 | 1 | 1 | 3:3    |
| 5.  | ASC Greifswald                 | 3   | 0 | 0 | 3 | 0:6    |

#### Staffel West
Die Abschlusstabelle ist nicht überliefert.
| Pl. | Verein                 | Sp. | S | U | N  | Punkte |
| --- | ---------------------- | --- | - | - | -- | ------ |
| 1.  | Stralsunder SV 07 f    | 9   | 7 | 0 | 2  | 14:40  |
| 2.  | Saßnitzer SC f         | 8   | 7 | 0 | 1  | 14:20  |
| 3.  | Greifswalder SC        | 9   | 5 | 0 | 4  | 10:80  |
| 4.  | SV Viktoria Stralsund  | 8   | 4 | 0 | 4  | 08:80  |
| 5.  | SV Germania Stralsund  | 10  | 4 | 0 | 6  | 08:12  |
| 6.  | SC Concordia Stralsund | 10  | 0 | 0 | 10 | 00:20  |

#### Entscheidungsspiel Vorpommern-Rügen
| Datum            |                                         | Ergebnis |                                     | Ort        |
| ---------------- | --------------------------------------- | -------- | ----------------------------------- | ---------- |
| 2. Dezember 1928 | Stralsunder SV 07 (Sieger Staffel West) | 4:1      | Swinemünder SC (Sieger Staffel Ost) | Greifswald |

### Endrunde um die pommersche Meisterschaft
Es gab zwei Ausscheidungsrunden um die Teilnehmer des Rundenturniers zu ermitteln. Wie erwartet wurde die Endrunde von Stettiner Vereinen dominiert.
1. Ausscheidungsrunde
| Datum                                                                      |                                                      | Ergebnis |                                                         | Ort      |
| -------------------------------------------------------------------------- | ---------------------------------------------------- | -------- | ------------------------------------------------------- | -------- |
| 2. Dezember 1928                                                           | SV Viktoria Stolp (Sieger Kreis I Stolp)             | 3:1      | SC Preußen Köslin (Sieger Kreis II Köslin)              | Stolp    |
| 2. Dezember 1928                                                           | Naugarder SC (Sieger Kreis VI Gollnow)               | 2:3      | VfB Stettin (Sieger Kreis III Stettin)                  | Naugard  |
| 2. Dezember 1928                                                           | Stettiner FC Titania (Vizemeister Kreis III Stettin) | 5:1      | FC Viktoria Schneidemühl (Sieger Kreis IV Schneidemühl) | Stettin  |
| 2. Dezember 1928                                                           | Pasewalker SC (Sieger Kreis V Pasewalk)              | 0:5      | SC Preußen Stettin (Drittplatzierter Kreis III Stettin) | Pasewalk |
| Stralsunder SV 07 (Sieger Kreis VII Vorpommern-Rügen) erhielt ein Freilos. |                                                      |          |                                                         |          |

2. Ausscheidungsrunde
| Datum                            |                   | Ergebnis |                      | Ort       |
| -------------------------------- | ----------------- | -------- | -------------------- | --------- |
| 6. Januar 1929                   | Stralsunder SV 07 | 1:6      | Stettiner FC Titania | Stralsund |
| 6. Januar 1929                   | SV Viktoria Stolp | 1:3      | SC Preußen Stettin   | Stolp     |
| VfB Stettin erhielt ein Freilos. |                   |          |                      |           |

Rundenturnier

Wegen Terminschwierigkeiten wurde die Endrunde nicht zu Ende gespielt, vom Bezirksspielausschuß wurde der VfB Stettin zum pommerschen Fußballmeister erklärt und mit dem FC Titania Stettin zur Endrunde der baltischen Fußballmeisterschaft gemeldet.
| Pl. | Verein                 | Sp. | S | U | N | Tore    | Quote | Punkte |
| --- | ---------------------- | --- | - | - | - | ------- | ----- | ------ |
| 1.  | VfB Stettin            | 3   | 2 | 1 | 0 | 010:400 | 2,50  | 05:10  |
| 2.  | Stettiner FC Titania   | 2   | 1 | 1 | 0 | 006:300 | 2,00  | 03:10  |
| 3.  | SC Preußen Stettin (M) | 3   | 0 | 0 | 3 | 003:120 | 0,25  | 0:60   |

| (M) | Titelverteidiger Bezirk Pommern |

## Endrunde um die baltische Fußballmeisterschaft
Die Endrunde um die baltische Fußballmeisterschaft wurde in der Saison 1928/29 im Rundenturnier ausgetragen. Neben den Meistern der drei Bezirke waren ebenfalls die Vizemeister aus Pommern und Ostpreußen qualifiziert. In der ersten Runde traten alle fünf Vereine einmal gegeneinander an, die drei besten Mannschaften spielten dann nochmals gegeneinander. Am Ende setzte sich der VfB Königsberg in einem Entscheidungsspiel gegen den Stettiner FC Titania durch, nachdem beide Vereine im Rundenturnier dieselbe Punktzahl erreicht hatten. Für Königsberg war es bereits der zehnte Meistertitel. Vizemeister wurde der FC Titania Stettin und durfte somit ebenfalls an der deutschen Fußballmeisterschaft 1928/29 teilnehmen.
Kreuztabelle:
| 1929                 | VfB Königsberg | Stettiner FC Titania | SpVgg Memel | VfB Stettin | SV Neufahrwasser |
| -------------------- | -------------- | -------------------- | ----------- | ----------- | ---------------- |
| VfB Königsberg       |                | 3:0                  | 4:1         |             |                  |
| Stettiner FC Titania | 2:1            |                      | 3:2         | 3:1         |                  |
| SpVgg Memel          | 0:5            | 3:0                  |             | 2:0         | 5:1              |
| VfB Stettin          | 2:1            |                      |             |             | 2:3              |
| SV Neufahrwasser     | 0:8            | 1:3                  |             |             |                  |

Abschlusstabelle:
| Pl. | Verein                                                | Sp. | S | U | N | Tore    | Quote | Punkte |
| --- | ----------------------------------------------------- | --- | - | - | - | ------- | ----- | ------ |
| 1.  | VfB Königsberg (Sieger Bezirk I Ostpreußen)           | 6   | 4 | 0 | 2 | 022:500 | 4,40  | 08:40  |
| 2.  | Stettiner FC Titania (Vizemeister Bezirk III Pommern) | 6   | 4 | 0 | 2 | 011:110 | 1,00  | 08:40  |
| 3.  | SpVgg Memel (Vizemeister Bezirk I Ostpreußen)         | 6   | 3 | 0 | 3 | 013:130 | 1,00  | 06:60  |
| 4.  | VfB Stettin (Sieger Bezirk III Pommern)               | 4   | 1 | 0 | 3 | 005:900 | 0,56  | 02:60  |
| 5.  | SV Neufahrwasser (Sieger Bezirk II Danzig)            | 4   | 1 | 0 | 3 | 005:180 | 0,28  | 02:60  |

Entscheidungsspiel um Platz 1
| Datum        |                | Ergebnis |                      | Ort        |
| ------------ | -------------- | -------- | -------------------- | ---------- |
| 2. Juni 1929 | VfB Königsberg | 9:1      | Stettiner FC Titania | Königsberg |